# غريغوار لوران
غريغوار لوران (بالفرنسية: Grégoire Laurent)‏ (4 مارس 1906 – 22 مارس 1985) هو ملاكم لوكسمبورغي راحل، مثّل بلاده في الألعاب الأولمبية الصيفية 1924.

## روابط خارجية
غريغوار لوران على موقع أوليمبيديا (الإنجليزية)